# Tomàs de Marle
Tomàs de Marle dit també Thomas Feriæ o Tomàs de la Fère (cap a 1073 - † 1130), fill d'Enguerrand de Boves i d'Ada de Marle, era senyor de Coucy, senyor de La Fère que li venia del seu avi maternal, Letard (o Letald) de Marle (o de Roucy), germà del comte, Ebles I de Roucy.

## Família
Abans de marxar a la croada, Tomàs es va casar en primeres noces amb Ida d'Hainaut († 1101), filla de Balduí II d'Hainaut i vídua de Guiu de Chièvres. Va tenir amb Ida d'Hainaut dues filles:
- Ida o Basilia que es va casar:

- en primeres noces amb Alard, senyor de Chimay del que va tenir a:

- Gil
- Hadevida que es va casar amb Canó, senyor de Villers i Ham

- en secones noces, amb Bernard d'Orbais, del que va tenir a:

- Enguerrand.

- Beatriu, casada amb Erard III, senyor de Breteuil-en-Beauvaisis de qui va tenir a:

- Valerà, senyor de Breteuil
- Erard, comte de Squillace al regne de Nàpols
- Hug de Breteuil.

Cap a 1102, es va casar en segones noves amb una filla de Roger, senyor de Montaigu i d'Ermengarda. Aquest matrimoni va ser anul·lat el 1104 per causa de consanguinitat.
En terceres noces es va casar el 1104 amb Melisenda de Crécy († 1114), filla de Guiu († 1147), senyor de Crécy, amb la qual va tenir: 
- Mélisende de Crécy (vers 1107 - † ?) qui es va casar:

- Adelelm, fill d'Adam, castellà d'Amiens
- Hug IV, senyor de Gournay, senyor de la Ferté, Beaussault i Gaillefontaine.

- Enguerrand II de Coucy (vers 1110 - † 1147/1149)
- Robert de Boves (? - † 1191), senyor de Boves i comte d'Amiens. Es va casar amb Beatriu de Saint Pol, filla d'Hug II, comte de Saint-Pol.

## Història
Tomàs de Marle va ser senyor de Coucy, Boves, Marle, La Fère, Crépy i Vervins. Com la paternitat del seu pare era dubtosa, aquest últim detestava el fill i hauria volgut desheretar-lo. La seva mare Ada de Marle coneguda també sota el nom d'Ada de Roucy, va ser repudiada pel seu marit per adulteri.
Va marxar l'abril de 1096 amb el seu pare per a la primera croada, on es va cobrir de glòria i va participar en diverses batalles: Nicea (juny de 1097), Dorilèon (juliol de 1097), al-Bara (desembre de 1097), Antioquia (juny de 1098), i Jerusalem (juliol de 1099) on va ser un dels primers croats a entrar-hi.
Retornat al país, certament frustrat i decebut del poc benefici de la seva llarga expedició a Terra Santa, Tomàs de Marle es va instal·lar a la fortalesa de Montaigu, i es va posar a destrossar i devastar les regions al voltant de Laon, d'Amiens a Reims.
Enguerrand de Boves, el seu pare, va quedar molt descontent i va marxar a assetjar la fortalesa de Montaigu junt amb Ebles II de Roucy, fill d'Hilduí; Andreu de Roucy, senyor de Ramerupt i germà d'Ebles; Hug dit el Blanc, senyor de La Ferté; i Robert de Péronne, senyor de Crespy. Tomàs de Marle, advertit, es va escapar i va anar a reunir-se amb Lluís, fill del rei Felip I de França, del qual va obtenir socors i va fer aixecar el setge. Tomàs però, va perdre finalment la fortalesa de Montaigu després de la dissolució del seu matrimoni amb l'hereva de la senyoria per consanguinitat (1104) 
El 1113, els habitants d'Amiens van obtenir del rei Lluís VI de França el permís per constituir-se en municipi. Amb el suport del seu bisbe, Geoffroy i del veguer Guermond o Gormond de Picquigny, van demanar a Tomàs de Marle que els sostingués en les seves accions contra Adam, el castellà que tenia la guarda de la torre del Castelló, i Enguerrand de Boves, el comte, el seu pare. Però Tomàs es va reconciliar amb el seu pare i va combatre amb ell contra els habitants d'Amiens. Tomàs es va apoderar de les terres i pobles veïns, va cometre desordres i crueltats. Sibil·la de Château-Porcien, la seva sogra que li tenia força enemistat, el va trair advertint Guermond de les seves maquinacions. Guermond li va parar una emboscada i el va ferir greument d'un cop de llança a la garreta. Tomàs es va refugiar al seu castell de Marle. Guermond de Picquigny va aprofitar per atacar el castell on era Adam, el castella. Va obtenir el suport del rei Lluís VI que li va enviar reforços i va entrar a Amiens l'11 d'abril de 1115.
Tornat a Marle per guarir-se la ferida, Tomàs va intentar venjar-se i va fer executar Gautier, arxidiaca de Laon, germanastre de Sibil·la de Château-Porcien, que havia sostingut el seu matrimoni adulterí i que era un dels principals instigadors de la revolta dels Amiènois. El clergat va decidir llavors excomunicar-lo en el moment d'un sínode tingut a Beauvais el 6 de desembre de 1114.
Com que Tomàs continuava les seves malifetes, el rei es va veure obligat a atacar-lo; li va prendre els castells de Crécy i de Nouvion i va arruïnar els forts erigits sobre les terres que pertanyen a l'abadia Saint-Jean de Laon. El rei va assetjar llavors la torre del Castelló i la va arrasar després de dos anys de setge. Tomàs va fer la pau amb el rei contra el pagament d'una gran suma de diners i la promesa de fer reparar tots els danys fets a l'església.
Després de la mort d'Enguerrand de Boves el 1116, el rei Lluís VI el Gros va confiar el 1117 el comtat d'Amiens a Adelaida de Vermandois filla d'Heribert IV de Vermandois i d'Adelaida de Valois (o Alix de Valois o de Crépy), ella mateixa filla de Raül IV de Valois, que fou comte d'Amiens, Vexin i Valois. Adelaida de Vermandois va morir vers 1119 llegant el comtat en dot a la seva filla nascuda del seu segon matrimoni amb Renald II de Clermont, Margarida de Clermont, que es va casar amb Carles I de Flandes que va agafar també el títol de comte d'Amiens.
Per venjar-se del que el rei havia donat el comtat d'Amiens que li corresponia de dret a la mort del seu pare, Tomàs es va aliar a Balduí, comte d'Hainaut i Hug II de Campdavaine, comte de Saint-Pol. El 1130, va matar a Enric de Vermandois, senyor de Chaumont-en-Vexin, fill d'Adelaida de Vermandois, i germà del comte Raül I de Vermandois dit el Valent.
L'octubre de 1130, Tomàs va ser greument ferit pel comte Raül I de Vermandois en el moment del setge de Coucy ordenat pel rei Lluís VI que volia acabar amb les exaccions del seu vassall. Tomàs de Marle va morir el 9 de novembre de 1130. Raül de Vermandois venjava així la mort del seu germà Enric. El difunt va ser inhumat sota la torre de l'església abacial de l'abadia de Nogent-sous-Coucy i el seu cos s'hi va quedar fins al 3 d'abril de 1219, data en què va ser transferit a la nova església que el seu net Enguerrand IIII de Coucy havia fet construir.
El cronista de l'època, Guibert de Nogent, abat de l'abadia benedictina de Nogent-sous-Coucy, diu d'ell que va ser el major brivall conegut de la seva època.